# Nephtys oligobranchia
Nephtys oligobranchia är en ringmaskart som beskrevs av Rowland Southern 1921. Nephtys oligobranchia ingår i släktet Nephtys och familjen Nephtyidae. Inga underarter finns listade i Catalogue of Life.